# Yawi
Le yawi (thai ยาวี) est le nom donné en Thaïlande et en thaï au malais en usage dans l'ancien sultanat de Patani (thaï : ภาษามลายูปัตตานี, malais : bahasa Melayu Patani ). Ses locuteurs, les Jawi (en), le nomment baso jawi. C'est la forme de malais parlée dans le sud de la Thaïlande. Il appartient au groupe dit « malais » du rameau des langues malaïques de la branche malayo-polynésienne des langues austronésiennes.
Cette appellation vient de ce que les locuteurs de la langue jawi se nomment eux-mêmes les « Jawi » (endonyme) ou habitants du « Grand Java », l'ancien nom local de la Péninsule malaise (par opposition à Petit Java : l'île de Java en Indonésie). La langue des Jawi s'écrit majoritairement en graphie jawi, qui est le nom de l'alphabet en caractères arabes modifiés adopté pour écrire le malais.
Le malais de Pattani est parlé dans les provinces méridionales thaïlandaises de Narathiwat, Pattani et Yala et dans certaines parties de la province de Songkhla. On estime à un peu moins de 3 millions le nombre de locuteurs. Il est proche du dialecte malais de Kelantan en Malaisie.
La prononciation mais aussi l'essentiel du lexique de la langue jawi diffèrent de ceux du malais moderne mais le lexique jawi se retrouve, tenant compte de certaines conversions phonétiques et phonologiques nécessaires, dans le lexique malais ancien présenté dans le dictionnaire encyclopédique de la langue malaise de Richard James Wilkinson collationné à la fin du XIXe siècle et publié pour la première fois en 1903 (et réédité en 1932 et en 1959).
Le malais de Patani (Pattani, Yala et Narathiwat) s'écrit le plus souvent en graphie jawi mais son lexique y est transposé en malais. Une transcription en alphabet thaï adapté, utilisée phonétiquement par les Jawi, existe également, qui respecte le lexique d'origine. La langue thaïe est en effet enseignée depuis des années dans les écoles primaires publiques aux jeunes générations qui savent désormais mieux écrire en thaï qu'en graphie jawi ou en graphie rumi (romanisée) du malais. On pense que le malais était autrefois parlé jusqu'à l'isthme de Kra au nord. Le nom de l'île de Phuket vient du malais bukit ou « colline ». De fait, un grand nombre de toponymes du sud de la Thaïlande sont d'origine malaise.